# Piazza della Repubblica (Firenze)
Piazza della Repubblica è una piazza del centro storico di Firenze di forma rettangolare grande circa 75 m per 100 m. È il risultato più conosciuto dell'epoca del "Risanamento", quando fu ridefinita l'urbanistica della città in seguito all'insediamento della capitale del Regno d'Italia a Firenze (dal 1865 al 1871). Si accede alla piazza da via degli Speziali, Calimala, via Pellicceria, via degli Strozzi, via dei Brunelleschi o via Roma (dove è il canto dei Dadaioli, dal nome dei giocatori di dadi della bische nel Ghetto).

## Storia

### Il foro romano

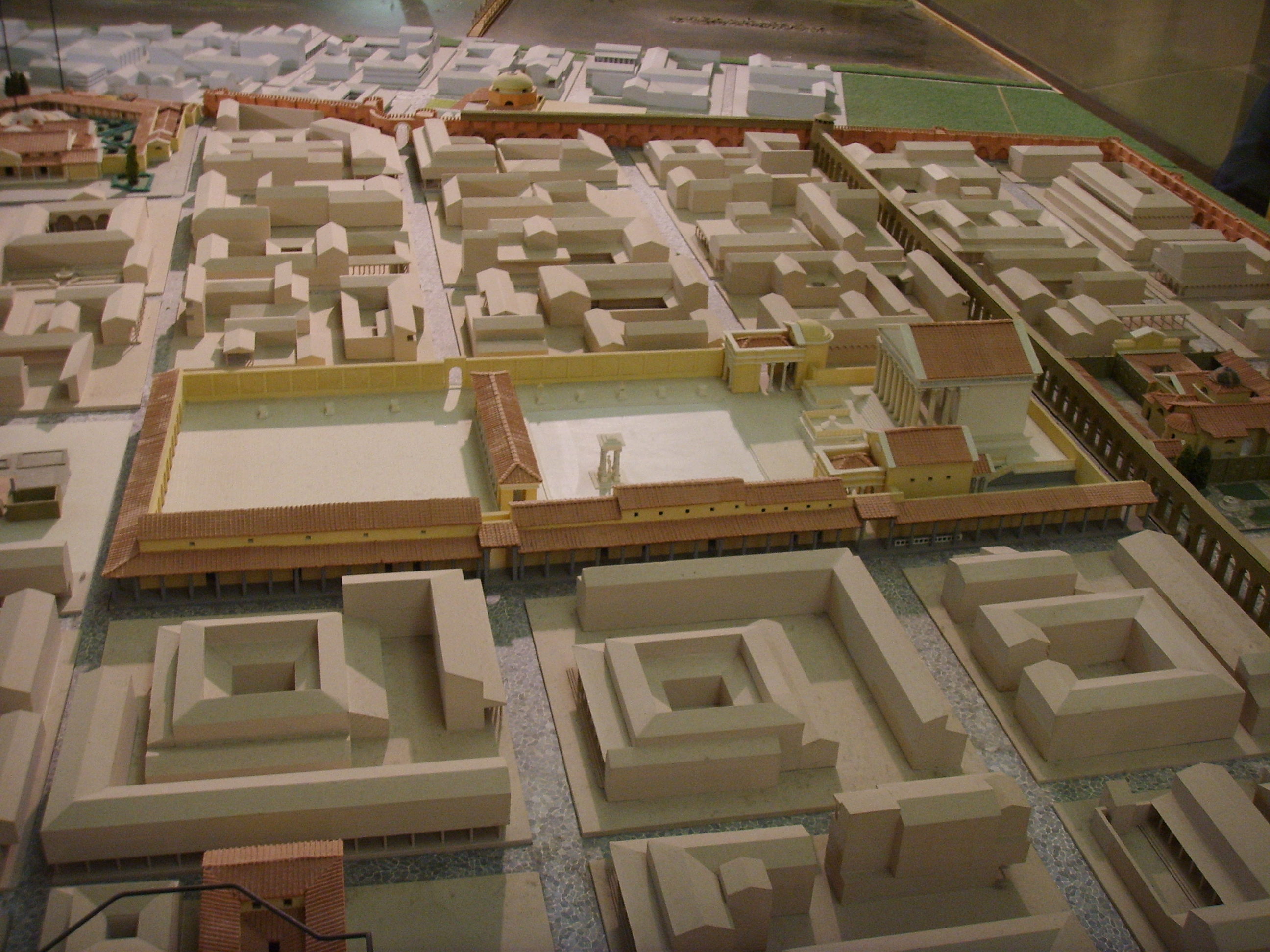
Il plastico delle Terme di Florentia, Museo di Firenze com'era

Piazza della Repubblica è il centro della città sin dall'epoca romana. Qui si incontravano il cardo e il decumanus maximi di Florentia e vi si apriva il foro: il Cardo corrisponde a via Roma, via Calimala e via Por Santa Maria, invece il Decumano corrisponde a via del Corso, via degli Speziali e via degli Strozzi. Tracce archeologiche sono state ritrovate all'epoca delle demolizioni ottocentesche, come resti di edifici, di un complesso termale verso sud, di edifici di culto. Via del Campidoglio e via delle Terme per esempio furono nominate in seguito ai rispettivi ritrovamenti archeologici. Sul lato meridionale della piazza del foro si apriva un arco d'ingresso, mentre il lato nord era delimitato da un muro di recinzione; a est e sud si trovavano edifici pubblici; il tempio Capitolino era a ovest, più o meno dove oggi stanno i portici, posto su un podio quadrangolare di circa tre metri, accessibile da scalinata, del quale restano le fondazioni. In un secondo momento, verosimilmente l'epoca adrianea, l'area venne monumentalizzata ulteriormente, rialzando e allungando la piazza, con una nuova pavimentazione in marmo lunense più alta di circa un metro e mezzo. Vi si aprivano alcune porte con gradini e un portichetto con statue di magistrati e imperatori.

### La piazza del Mercato Vecchio e il Ghetto

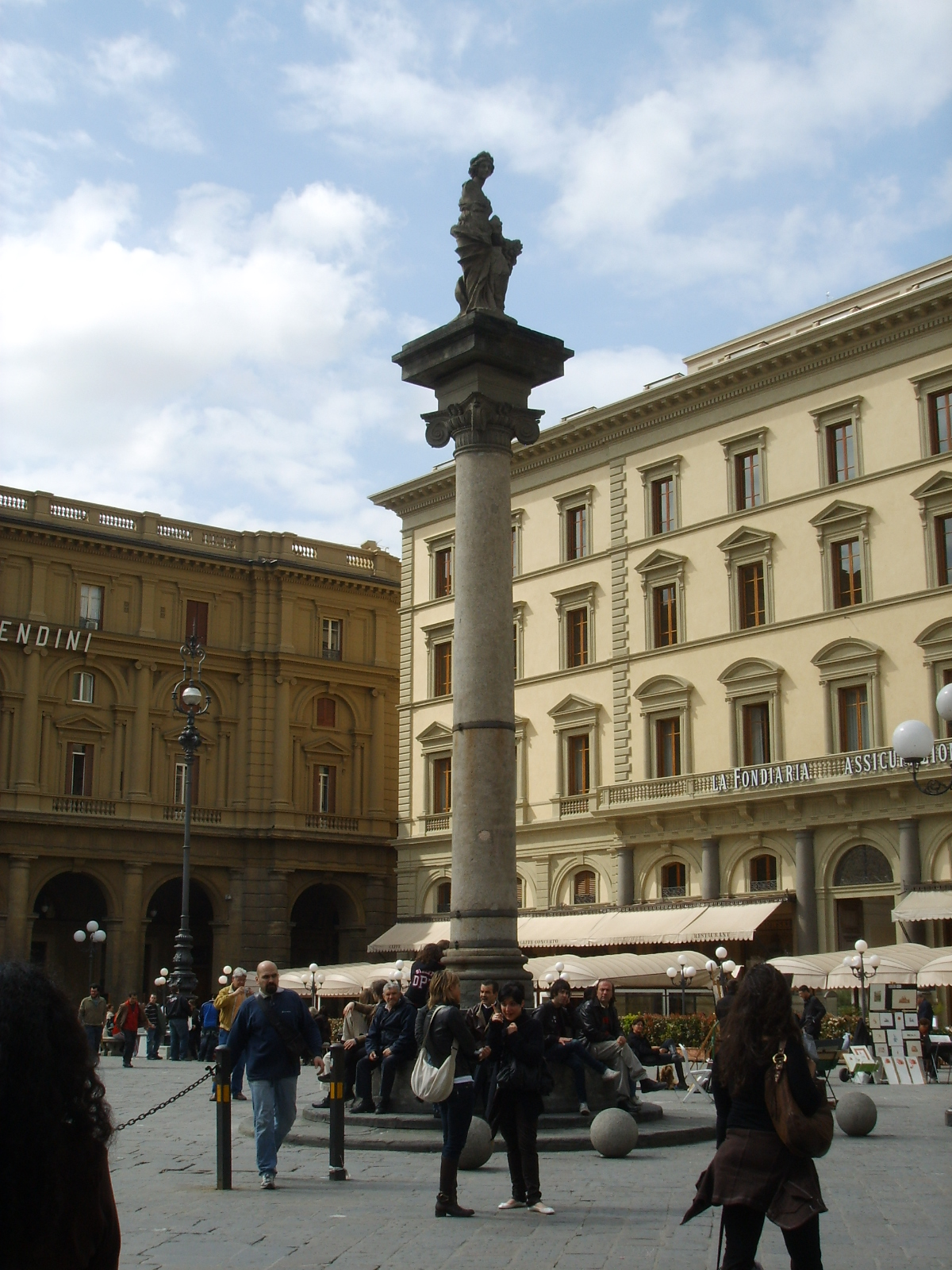
La Colonna dell'Abbondanza

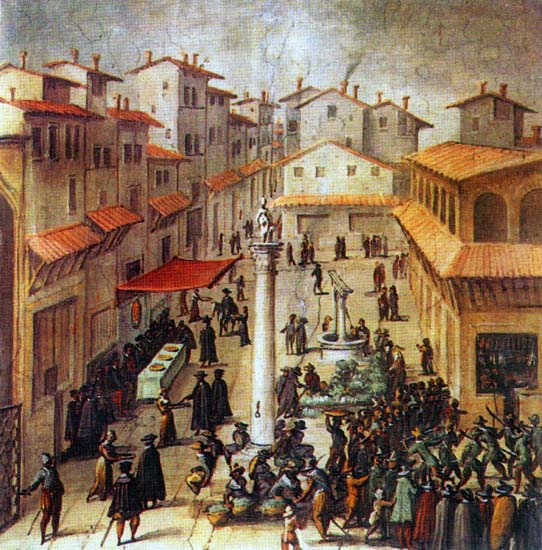
Giovanni Stradano, Piazza del Mercato Vecchio, palazzo Vecchio, sala di Gualdrada

In epoca alto medievale la zona fu densamente edificata. Prima della realizzazione della quinta cerchia di mura, i cronisti raccontano di come nella città non esistesse più un singolo orto o spazio per il pascolo e le case-torri si stagliassero verso il cielo con uno sviluppo verticale reso necessario dalla mancanza di spazio.
Col tempo questa area mantenne comunque la funzione di luogo di ritrovo, iniziando ad ospitare il mercato, che fu istituzionalizzato dopo l'anno Mille. Tipicamente rispetto anche ad altre città italiane si veniva così a definire lo spazio pubblico destinato ai commerci, al quale si contrapponevano una piazza del Duomo destinata alle questioni religiose e una piazza del Comune (piazza della Signoria) destinata alla politica e agli affari civili.
Nel Cinquecento il Mercato divenne "Vecchio" per la realizzazione della Loggia del Mercato Nuovo vicino al Ponte Vecchio.
La piazza del Mercato Vecchio, corrispondente a circa un terzo della piazza odierna, si estendeva verso sud solo fino a all'asse via degli Speziali-via dei Ferrivecchi (via Strozzi), e aveva al centro l'edificio trecentesco della Beccheria, per il macello e la vendita delle carni, alle cui spalle si trovava dal XVI secolo la loggia del Pesce; attorno a questi due edifici principali si trovavano fitte file di bancarelle e botteghe in muratura e in legno, spesso riparate da tettoie, che lasciavano liberi solo dei vicoli.
Qui si trovava anche il Ghetto ebraico, dove Cosimo I aveva obbligato a risiedere gli ebrei in città, dal 1571. Nel ghetto esisteva una sinagoga italiana e una spagnola o levantina. Inoltre la piazza odierna insiste su un isolato meridionale già intensamente edificato, attorno alla piazza di Sant'Andrea, la via dei Cavalieri e la piazza degli Amieri.
Numerosi erano i tabernacoli e le chiese, oggi sono andati perduti, tuttavia sono ricordati da testimonianze fotografiche, pittoriche e grafiche, soprattutto ottocentesche. Si affacciavano direttamente sulla piazza del Mercato la chiesa di San Tommaso (lato est, dove oggi c'è via Roma e quella di Santa Maria in Campidoglio (angolo nord-ovest, dove oggi si trovano i portici); nei pressi della colonna dell'Abbondanza, alla cantonata con Calimala, c'era anche il tabernacolo di Santa Maria della Tromba, ricostruito poi sul palazzo dell'Arte della Lana. Era questa quindi una delle zone più caratteristiche e nel corso dei secoli aveva mantenuto quasi intatto il tessuto edilizio medievale, con stradine strette ed edifici addossati gli uni agli altri, sebbene spesso degradati.
Di quel periodo resta visibile oggi solo la colonna dell'Abbondanza, dopo il suo ricollocamento nel 1956, in una posizione vicina a quella originaria. È sormontata da una replica in resina di una statua in pietra serena che rappresenta la Dovizia (o l'Abbondanza), copia del 1956 di Mario Moschi di un'opera di Giovan Battista Foggini, che a sua volta sostituiva un'originale di Donatello irrimediabilmente deteriorata nel 1721.

### La piazza"risanata"

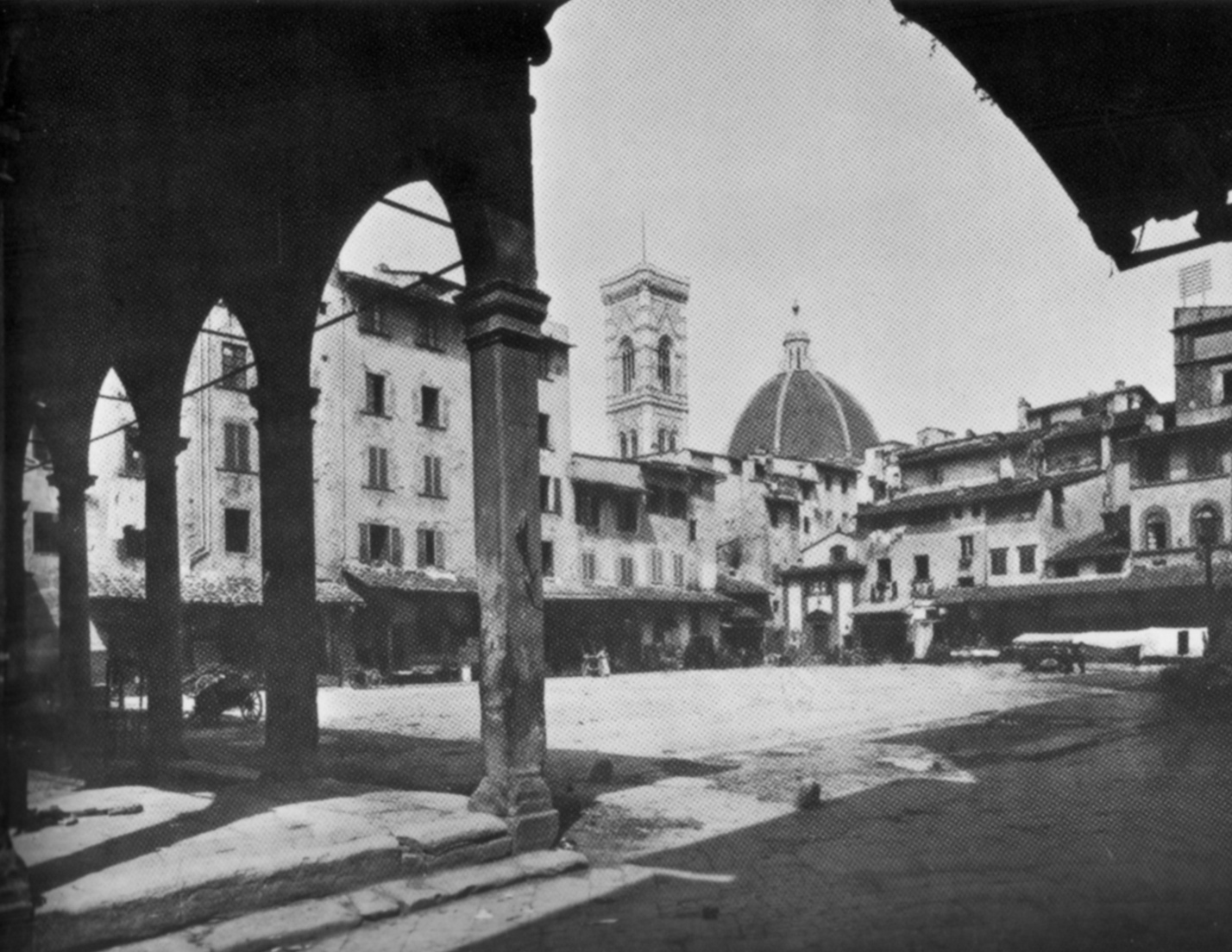
Piazza del Mercato Vecchio, 1888 circa

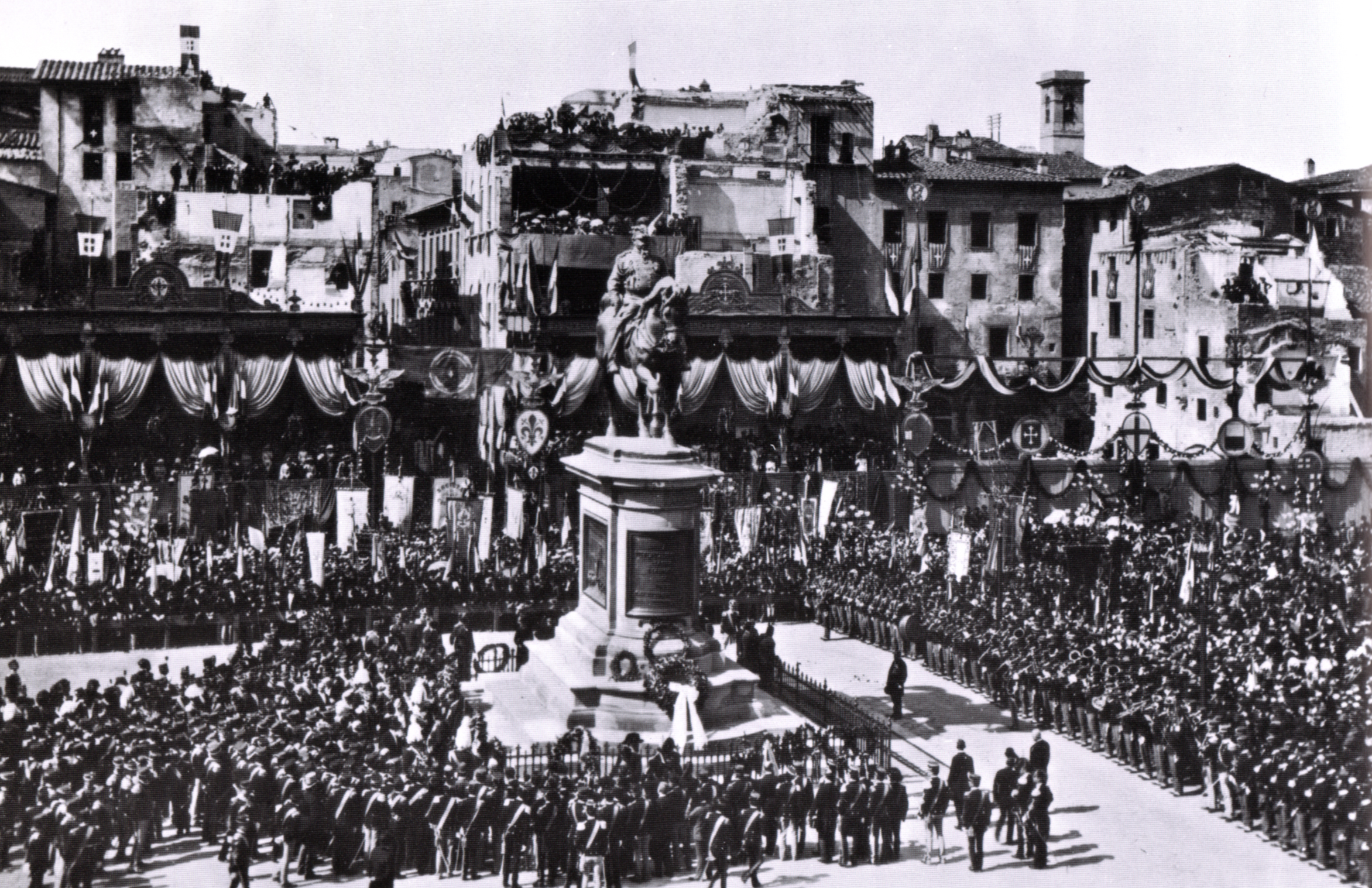
L'inaugurazione del monumento a Vittorio Emanuele II, 20 settembre 1890

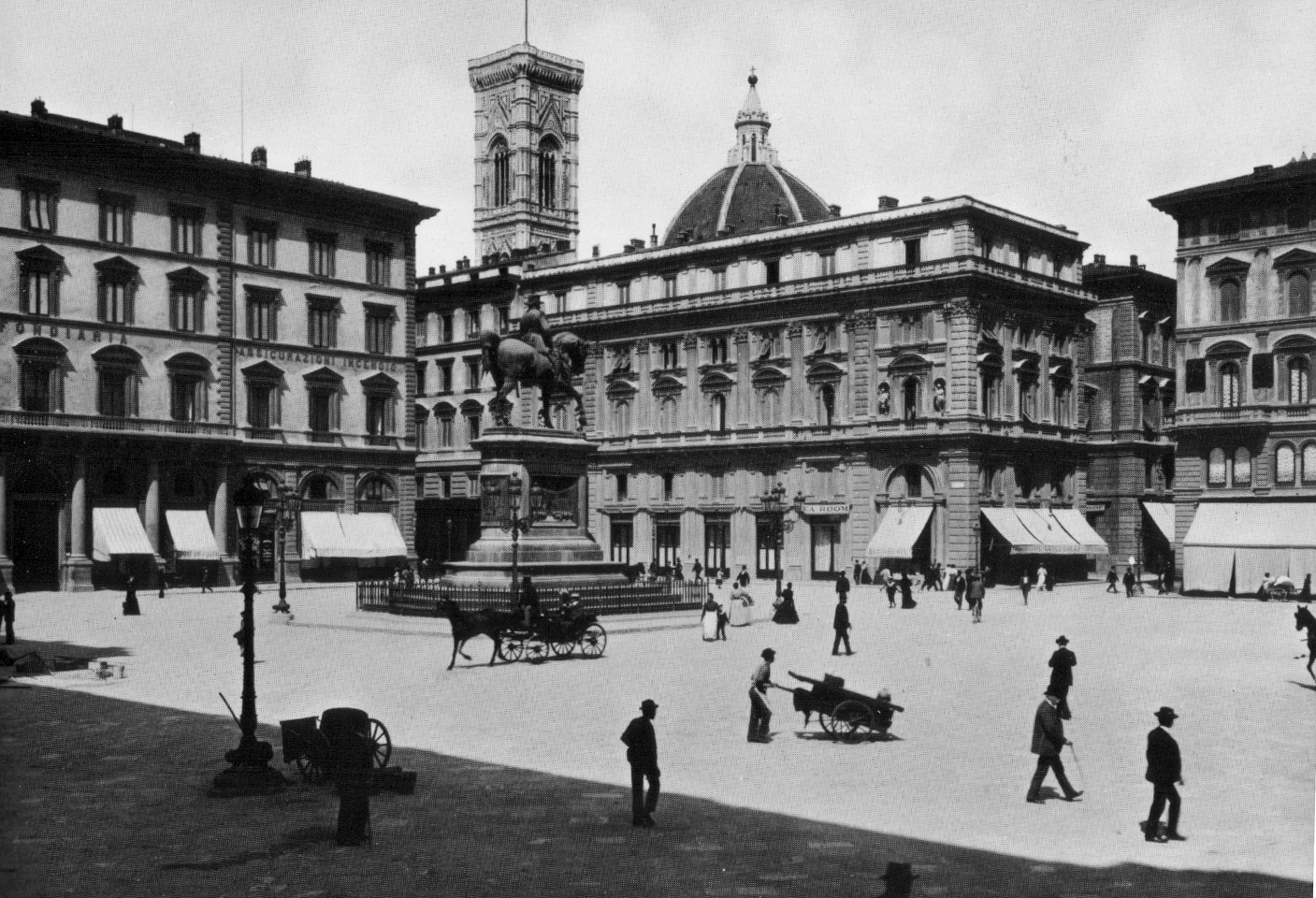
Piazza Vittorio Emanuele II, 1896 circa

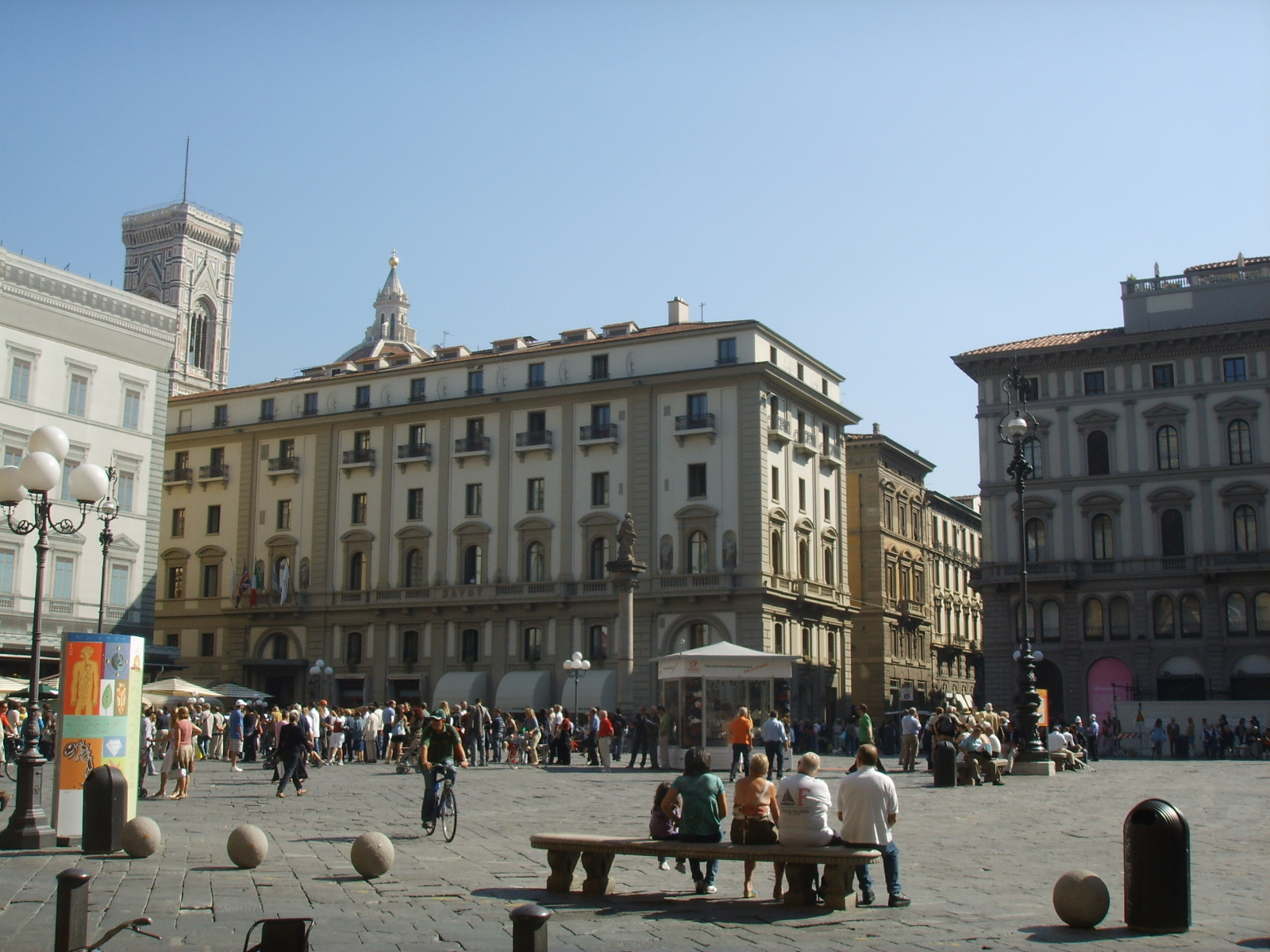
Piazza della Repubblica, 2007

Di un intervento volto al "Risanamento" della zona già negli anni sessanta dell'Ottocento documentano vari materiali conservati presso l'Archivio storico del Comune di Firenze relativi a un progetto definito da Luigi Del Sarto e Edoardo Rimediotti, in questo caso finalizzato alla realizzazione di un moderno "Mercato delle Vettovaglie" in luogo del Mercato Vecchio. Il progetto fu poi ripreso (con diversi presupposti essendosi oramai trasferito il mercato nell'area di San Lorenzo e comunque recuperando della precedente idea il tema dei porticati di perimetro) nei primi anni ottanta, e quindi approvato dall'amministrazione comunale nel 1883, anche con l'obiettivo di rivitalizzare l'economia locale in forte crisi con una imponente operazione immobiliare. A spingere a favore dell'intervento contribuì non poco il libro Firenze sotterranea, del giornalista Jarro (Giulio Piccini), pubblicato per la prima volta nel 1881 e più volte ristampato negli anni seguenti, che descriveva e denunciava le condizioni igienico sanitarie della zona, enfatizzando il degrado anche morale della popolazione che qui viveva.
Nel 1885 un disposto legislativo che attribuiva ai comuni ampie facoltà in materia di espropri per pubblica utilità dette il definito impulso all'impresa, sollecitata da più parti anche per il paventato pericolo di una epidemia di colera. A definire il nuovo assetto della zona contribuirono vari architetti e ingegneri che operarono comunque nell'ambito di un progetto generale stilato dall'ingegnere Odoardo Rimediotti (progetto definitivamente approvato nel 1888).
La decisione di ampliare la piazza comportò la distruzione totale di edifici di grande importanza: le torri medievali, le chiese, le sedi corporative delle Arti, alcuni palazzi di nobili famiglie, nonché botteghe artigiane e abitazioni. L'operazione venne presentata come necessaria per risanare le condizioni igienico-sanitarie dell'area, ma anche fu soprattutto legata alla speculazione edilizia ed alla volontà di legittimazione dell'emergente classe borghese, protagonista delle vicende italiane immediatamente successive all'Unità.
La città subì di fatto una enorme perdita, in minima parte risarcita dal salvataggio di monumenti come la Loggia del Pesce del Vasari che viene smontata e rimontata in piazza dei Ciompi. Molti pezzi d'arte e anche frammenti architettonici alimentarono il mercato antiquario, e solo una parte di essi venne salvata nel lapidario del Museo di San Marco, mentre altri sono tornati alla città con donazioni come quelle che hanno permesso l'istituzione del Museo Bardini e del Museo Horne. Artisti come Telemaco Signorini ritrassero con malinconia questo pezzo di città che andava scomparendo.
Nel 1888, dopo la demolizione delle catapecchie del centro del mercato, era riapparsa l'antica piazza del Mercato Vecchio, con la Loggia, la Colonna dell'Abbondanza e la chiesa di San Tommaso, ma agli oculati restauri si preferì procedere con uno smantellamento più radicale. La piazza venne ampliata verso sud, a spese della piazza e del vicolo degli Amieri e piazza Sant'Andrea) atterrando tutti gli edifici in modo da ampliare lo spazio e conferire centralità all'asse definito da via degli Speziali e via degli Strozzi, precedentemente del tutto decentrato rispetto alla piazza.
Il 20 settembre 1890, con i cantieri ancora aperti per ricostruire i palazzoni nella piazza, venne inaugurato alla presenza del re il monumento a Vittorio Emanuele II a cavallo, che diede il nome di allora alla piazza. Una foto antica risalente al giorno dell'inaugurazione mostra gli edifici della piazza ancora incompleti e coperti da teli come scenografie di fortuna per la cerimonia civile solenne. La statua, opera celebrativa e piuttosto retorica, non piacque ai fiorentini, come testimonia un pungente sonetto di Vamba, che lo apostrofò come "Emanuele a corpo sciorto". Oggi la statua si trova nel piazzale delle Cascine.
I palazzi che sorsero nella nuova piazza, definiti amaramente da Telemaco Signorini «porcherie», seguivano il gusto ufficiale e borghese del periodo ed erano stati progettati da architetti allora molto in voga: Vincenzo Micheli, Luigi Buonamici, Giuseppe Boccini. A seguito di questa trasformazione, la piazza divenne una sorta di "salotto buono" della città; vi si affacciarono nuovi palazzi signorili, alberghi di lusso, grandi magazzini ed eleganti caffè, tra cui il noto Caffè Le Giubbe Rosse, luogo d'incontro e scontro di letterati e artisti di fama.
I portici con l'arco di trionfo, detto l'"Arcone", vennero disegnati dal Micheli e si ispiravano alla più aulica architettura rinascimentale fiorentina. L'altisonante iscrizione che domina la piazza fu dettata, pare, da Isidoro del Lungo:
DA SECOLARE SQUALLORE

A VITA NUOVA RESTITUITO»
I risultati dell'intervento furono dunque subito aspramente criticati da molti intellettuali, storici e cronisti, sia per gli esiti conseguiti dai nuovi fabbricati (in cui la tradizione poggiana si stempera a favore di un gigantismo ben poco locale e che molto deve alle coeve esperienze architettoniche romane), sia, soprattutto, per la distruzione di un'area della città che conservava memorie artistiche e storiche di straordinaria importanza. A questo proposito è da ricordare come, contemporaneamente ai lavori di demolizione, l'architetto Corinto Corinti, direttore tra il 1890 e il 1895 dell'Ufficio tecnico di vigilanza del Comune di Firenze, provvedesse a dare vita a una importante campagna di rilevamento, che rimane testimonianza - assieme agli studi di Guido Carocci, soprintendente alla Conservazione dei monumenti, agli scavi condotti da Luigi Adriano Milani, direttore del Regio museo Archeologico, e ai recentissimi rilievi (2018) realizzati dalla Soprintendenza in occasione del rifacimento della pavimentazione a lastrico della piazza - della storia e delle tante memorie che il luogo conservava.

### La piazza odierna

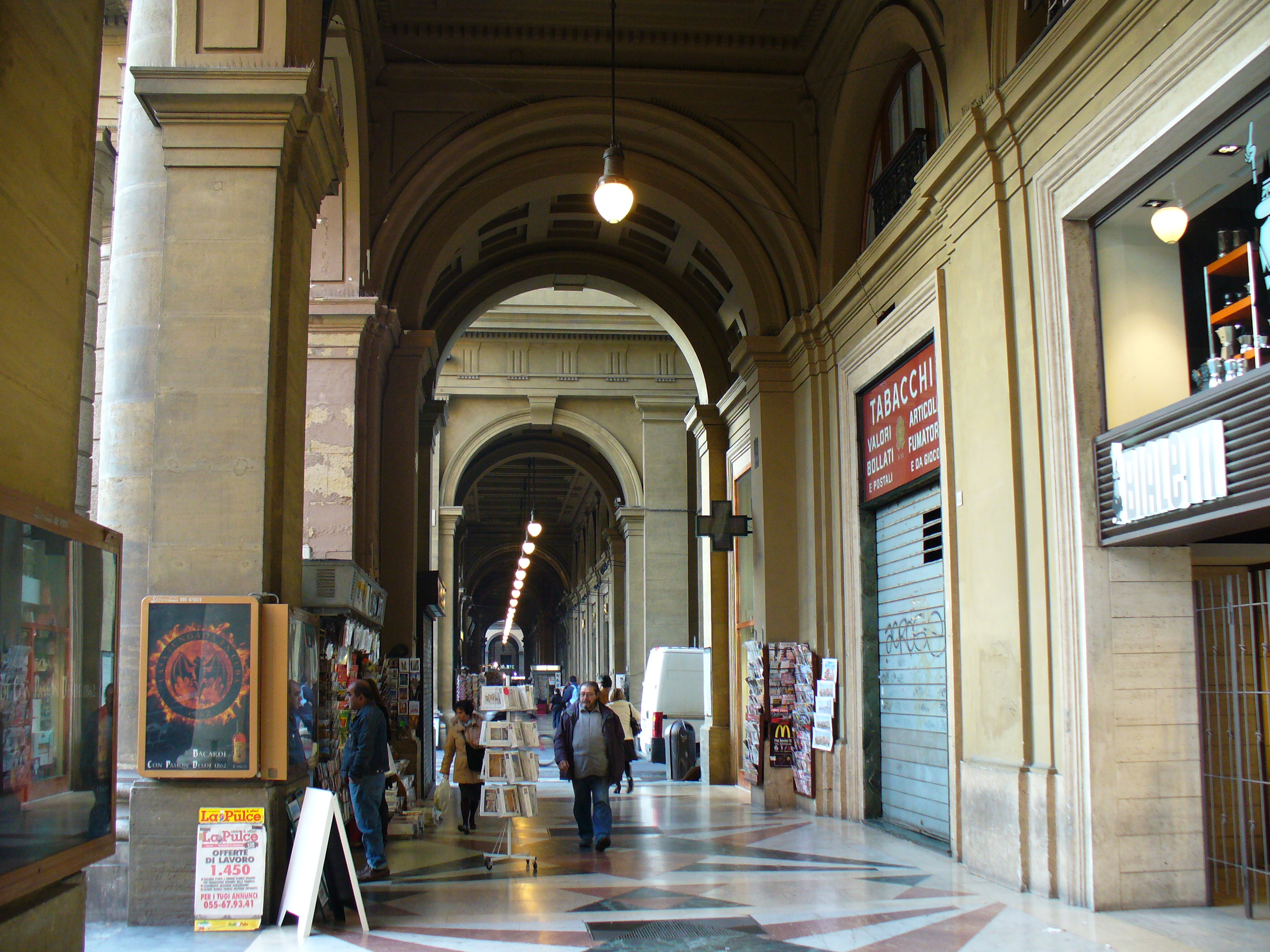
Portici

La statua di Vittorio Emanuele II venne rimossa nel 1932 e spostata alle Cascine, quando nello stesso periodo un progetto di Marcello Piacentini (non attuato) avrebbe dovuto anche demolire l'arcone e sostituirlo con due edifici gemelli dagli angoli smussati, in stile razionalista. Nell'aprile del 1947 la piazza cambiò nome in «piazza della Repubblica», in onore della Repubblica Italiana, proclamata nel 1946, per quanto nel parlare dei fiorentini la piazza fosse a lungo indicata con il termine di piazza Vittorio. Nel 1956 vi venne ricollocata la colonna dell'Abbondanza, in un punto leggermente più a est che in origine, per non ingombrare la carreggiata.
Nel frattempo la piazza era diventata il ritrovo degli artisti e dei lettarati, nei suoi caffè storici come Le Giubbe Rosse, Paszkowski, Gilli, Gambrinus: vi si riuniva all'epoca del Futurismo e di Lacerba, de La Voce e del Leonardo, il più vivace cenacolo letterario e artistico di Firenze. Fu teatro per esempio della rissa tra i futuristi milanesi di Marinetti e gli artisti fiorentini raccolti intorno alla rivista La Voce, sulla quale Ardengo Soffici pubblicò un articolo che attaccava i rivali futuristi. Dopo la prima guerra mondiale la piazza fu teatro di scontri per le lotte politiche, fino all'avvento del fascismo. E poi tornò a essere frequestata dai rappresentanti dell'Ermetismo, attorno a Eugenio Montale, e i giovani pittori fiorentini, intorno a Ottone Rosai e Primo Conti, oltre a Giovanni Papini, Aldo Palazzeschi, Dino Campana, Elio Vittorini, Tommaso Landolfi, Antonio Bueno, Silvio Loffredo e molti altri.
Nel dopoguerra la piazza si è aperta al turismo internazionale, e questo è forse l'aspetto che la caratterizza di più oggi. A distanza di più di un secolo dall'intervento, è ora forse giunto il momento di studiare la piazza (che continua ad essere il centro della città e in quanto tale punto d'incontro dei fiorentini così come dei turisti) anche in ragione delle realizzazioni ottocentesche, oramai storicizzate e oramai da leggere, indipendentemente dalle demolizioni che le hanno generate, come uno degli episodi della cultura architettonica tardo ottocentesca.

## Descrizione
Il lato Nord è lungo circa 75 metri ed è costituito da un grande edificio al centro, il palazzo Levi, in cui si aprono i caffè storici Paszkowski e Gilli. Il lato Est è costituito da due edifici principali (Savoy e palazzo del Trianon) in mezzo ai quali confluisce sulla piazza via degli Speziali. Sebbene più su via Calimala che sulla piazza, afferisce alla numerazione di piazza della Repubblica su questo lato anche l'ex palazzo del Banco di Sicilia. Il lato Sud è occupato dai tre corpi del palazzo delle Giubbe Rosse, in cui hanno sede, tra l'altro gli storici Caffè delle Giubbe Rosse e Donnini. Il lato Ovest è caratterizzato dal palazzo dell'Arcone di Piazza e dai suoi portici, che si prolungano a nord e a sud in via dei Brunelleschi e in via Pellicceria.
La piazza oggi è il teatro di artisti di strada e esibizioni estemporanee, e vi è installata permanentemente una giostra a carosello. Si segnalano, al centro, gli elaborati e eleganti lampioni, firmati sulla base dalla fonderia dell'ingegnere Luigi Veraci e datati 1909.

### Edifici
| Immagine | N°    | Nome                              | Descrizione |
| -------- | ----- | --------------------------------- | --- |
|          | 1r-7r | Palazzo del Trianon               | L'edificio è documentato come eretto su un progetto dell'architetto e ingegnere Luigi Buonamici già redatto nel 1888, e si caratterizza per l'adesione a uno stile neocinquecentesco particolarmente ricco, con profusione di balconi e decori, che un tempo trovavano precisa rispondenza nell'uguale abbondanza di decori degli ambienti terreni (in parte con interventi dovuti allo scultore Vincenzo Rosignoli), originariamente occupati dalle sale del caffè Trianon, inaugurato nel 1891 e chiuso nel 1896 per lasciare il posto a vari magazzini. Attualmente il palazzo è tornato ad ospitare i grandi magazzini La Rinascente. |
|          | s.n.  | Torre dei Romaldelli              | Tra i due palazzi moderni, sopra una volta che porta in piazza dei Tre Re, venne lasciato uno stretto edificio in stile duecentesco, a ricordare come qui esistesse prima delle demolizioni la torre dei Romaldelli, riconoscibile ma scapitozzata. In alto, sul lato meridionale di questa torre, si trovava fino al XVIII secolo una scultura in pietra della testa mitrata di Giorgio Romaldelli, vescovo di Faenza appartenente alla famiglia proprietaria dell'edificio; inoltre era presente, su via Calimala, uno stemma dei benedetti, che possedettero l'edificio dal XVI secolo. La famiglia Romaldelli è ricordata anche nel vicino vicolo "di Ferro", contrazione del nome di Federigo dei Romaldelli. |
|          | 1A    | Sede storica del Banco di Sicilia | Quando fu costruito questo palazzo suscitò numerose polemiche, sia per la sua architettura moderna, priva di compromessi, con il chiaro risalto della struttura in cemento armato, sia perché venne avanzata l'ipotesi di lasciare libera l'intera area in precedenza demolita, scoprendo un'inaspettata prospettiva verso la mole di Orsanmichele. La nuova sede del Banco di Sicilia fu progettata dall'architetto Pascoletti, e ridotta un po' in altezza rispetto alle dimensioni di progetto. L'inaugurazione avvenne il 6 gennaio 1960. A fronte di queste passate critiche, oggi l'edificio è dai più considerato "un saggio sapiente di architettura giocata sull'uso di materiali costruttivi all'interno di un linguaggio lineare e rigoroso che coniuga materiali quali il cemento armato e l'alluminio anodizzato con i più tradizionali pietra forte e marmo che integrano volutamente la costruzione al tessuto storico circostante. L'edificio è attualmente occupato dai grandi magazzini Zara. |
|          | 2-3-4 | Palazzo delle Giubbe Rosse        | È un edificio eretto su progetto dell'architetto Torquato Del Lungo, di sobria architettura. La porzione dell'edificio che guarda a via San Miniato fra le Torri ingloba i resti dell'antico palazzo dei Catellini da Castiglione, testimonianza delle fabbriche che un tempo segnavano questa zona della città. |
|          | 5     | Palazzo dell'Arcone di Piazza     | Il grande edificio, eretto su progetto dell'architetto Vincenzo Micheli (1895), si definisce come quinta scenografica della piazza, imponendosi per il grande arcone che immette su via Strozzi. Vi rimane la memoria, posta al di sotto, dettata da Isodoro Del Lungo con la nota epigrafe "L'antico centro della città da secolare squallore a vita nuova restituito". A lungo fortemente criticato sia in quanto simbolo della distruzione di uno dei luoghi più antichi di Firenze, sia per il suo carattere 'tronfio' e affatto fiorentino (evidente è il riferimento a uno stile che si usa definire 'romano'), l'edificio è stato restaurato l'ultima volta nel 2022. |
|          | 6     | Palazzo Levi                      | Si tratta di un edificio in stile neorinascimentale, eretto tra il 1890 e il 1893 (e dallo stesso anno sede della Fondiaria Assicurazioni) su progetto dell'architetto Giuseppe Boccini e commissione dei fratelli Ottavio ed Enrico Levi figli di Salvatore che, proprietari di una parte delle case del Ghetto che precedentemente qui insisteva, avevano investito nell'impresa per rivendere non ancora conclusi i lavori l'esteso palazzo. Di notevoli dimensioni, tanto da determinare un intero isolato, presenta sulla piazza un fronte organizzato su quattro piani, con un lungo balcone al piano nobile ad abbracciare cinque degli undici assi complessivi. |
|          | 7     | Savoy                             | Il grande edificio, eretto nel 1898 dall'architetto Vincenzo Micheli in angolo tra piazza della Repubblica e via degli Speziali, si propone con il fronte principale spartito da lesene a bugna piatta e si qualifica, al piano nobile, per la presenza di nicchie con statue allegoriche raffiguranti le Stagioni, opera di Vincenzo Rosignoli. Il terreno è segnato dalla successione di ampie arcate che danno accesso a vari esercizi commerciali. Fin dall'origine adibito ad albergo (Albergo Savoia), si propone (per quanto riguarda gli spazi interni), nella veste conferita nel 2000 dall'intervento di restyling di Olga Polizzi, interior designer responsabile per il marchio Rocco Forte Hotels, attuale proprietario della struttura. |

### Esercizi storici

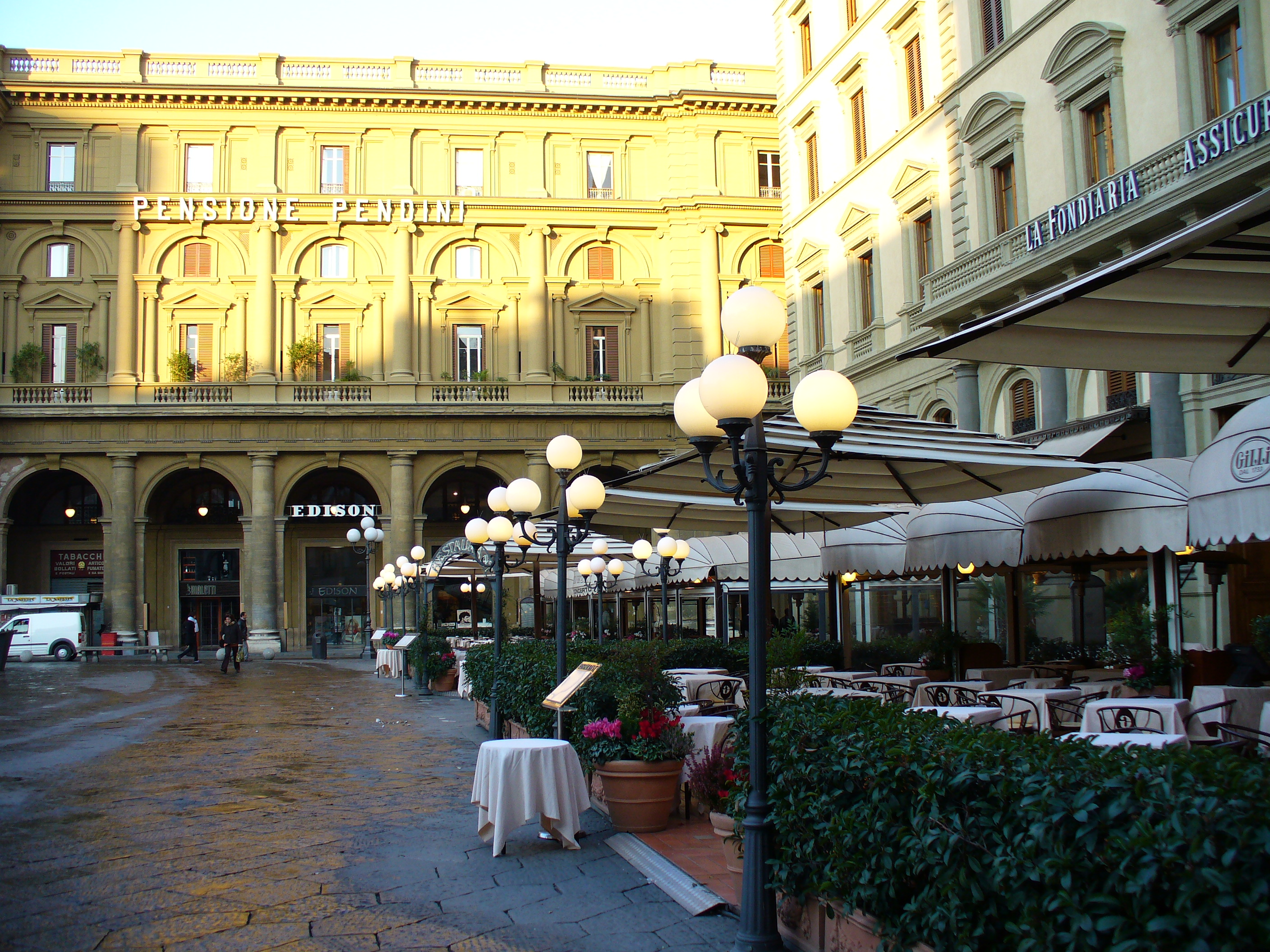
Tavolini all'aperto

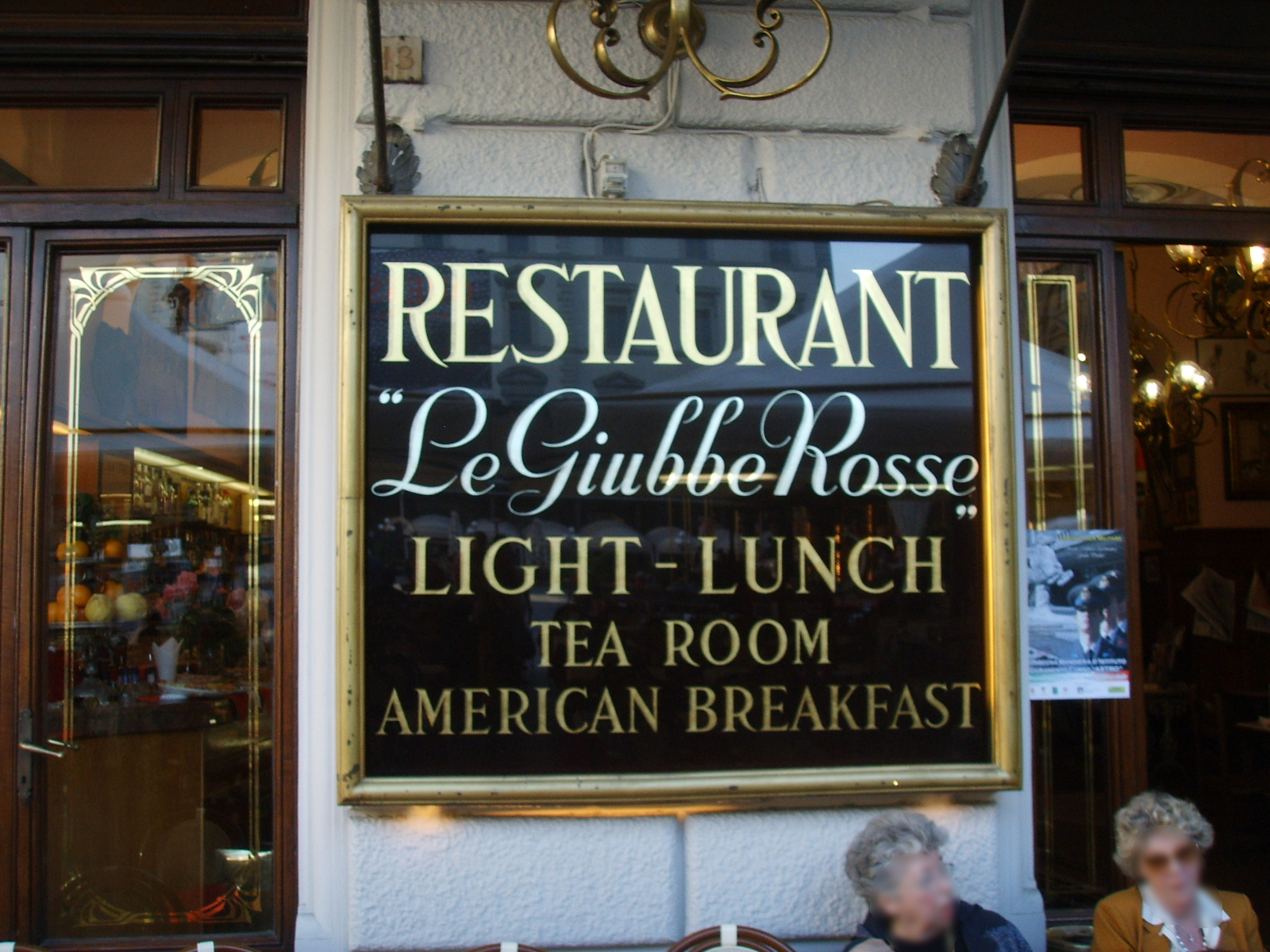
Le Giubbe Rosse

La piazza, fin dalla sua rinascita, è stata luogo di ritrovo e salotto buono della città, grazie ai numerosi caffè storici che oggi sono diventati esercizi storici. Il più noto è forse il Caffè le Giubbe Rosse, nato nel 1897 come "birreria Reininghaus", con camerieri che, secondo la moda viennese del tempo, indossavano giubbe rosse, tanto che i fiorentini, trovando difficoltà nel pronunciare il nome straniero del caffè, preferivano dire: «andiamo da quelli delle giubbe rosse». L'importanza del locale è legata all'epoca del Futurismo e di Lacerba, quando il caffè divenne il più vivace cenacolo letterario e artistico di Firenze. Fu teatro per esempio della rissa tra i futuristi milanesi di Marinetti e gli artisti fiorentini raccolti intorno alla rivista La Voce, sulla quale Ardengo Soffici pubblicò un articolo che attaccava i rivali futuristi. Mantenne questo carattere fino all'ultima guerra, quando ai suoi tavoli si incontravano i rappresentanti dell'Ermetismo, attorno a Eugenio Montale, e i giovani pittori fiorentini, intorno a Ottone Rosai e Primo Conti. Caffè letterario per eccellenza, dagli anni della sua nascita a oggi ha visto sedere ai suoi tavolini personalità quali Giovanni Papini, Ardengo Soffici, Aldo Palazzeschi, Dino Campana, Elio Vittorini, Tommaso Landolfi, Antonio Bueno, Silvio Loffredo e molti altri. A fronte di questa storia e dopo vari cambiamenti di gestione, nel dicembre 2018 il Tribunale di Firenze abbia dichiarato il fallimento della società che gestiva il locale. Acquistato nel 2019 da parte di Scudieri International Srl., il locale sarebbe dovuto riaprire nella primavera del 2020, ma in conseguenza delle restrizioni legate alla pandemia di Covid 19, il tutto è slittato a data da definire.
Su questo stesso lato della piazza si trova il Caffè pasticceria Donnini, anche questo esercizio storico fiorentino, fondato nel 1894 e all'origine vivace cenacolo letterario: per la saletta interna, nel 1953, Giovanni Michelucci disegnò la sedia con schienale "scapolare" e altri arredi, andati distrutti durante l'alluvione del 1966.
Sull'altro lato della piazza si trova il caffè Paszkowski: fondato nel 1903 come birreria dall'omonima famiglia polacca, il locale assunse già dopo poco tempo quelle caratteristiche di caffè concerto e presenta ancora oggi sale in stile primo Novecento. Un suo celebre proprietario, Karol Paszkowski, fu console onorario di Polonia a Firenze, e suo figlio Stanislaw (italianizzato in Stanislao), i cui resti riposano nel Cimitero delle Porte Sante, sposò la figlia di Giovanni Papini, Viola. Il caffè fu punto di incontro di intellettuali fiorentini o di passaggio a Firenze, tra i quali diversi protagonisti della cultura italiana della prima metà del XX secolo (basti pensare oltre a Papini stesso, Giuseppe Prezzolini, Ardengo Soffici, Dino Campana, Gabriele D'Annunzio, Eugenio Montale, Vasco Pratolini, Gaetano Salvemini, Umberto Saba).
All'angolo con via Roma si trova poi il Caffè Gilli, nato nel 1733 in via Calzaioli con la famiglia svizzera Gilli che aprì una fortunata “Bottega dei Pani Dolci”. Nella seconda metà dell'Ottocento Caffè Gilli si spostò in via degli Speziali, di fronte al Trianon e all'inizio del secolo scorso si spostò infine nell'attuale ubicazione in piazza. Anche qui si diedero convegno letterati, artisti e intellettuali. Dal dopoguerra in poi Gilli divenne luogo d'incontro esclusivo dei giovani fiorentini ma anche dei primi turisti che iniziano in questi anni a frequentare la città. Nel 1991 è stato dichiarato Monumento nazionale.

### Monumenti

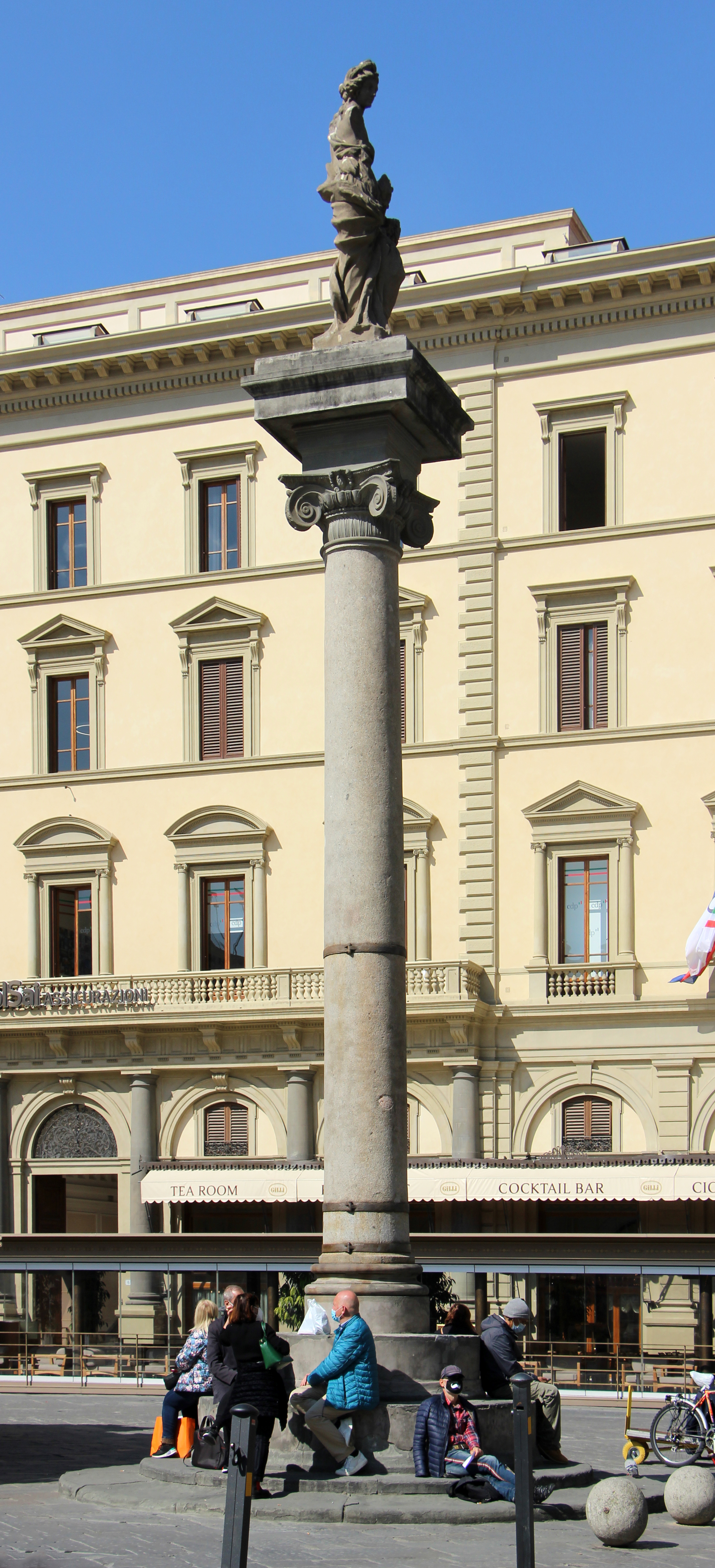
Colonna dell'Abbondanza

La colonna dell'Abbondanza si erge nel punto in cui, ai tempi della Florentia romana, si incrociavano il cardo e il decumano maggiori. L'attuale monumento, con il fusto in granito grigio dell'Elba, fu eretto tuttavia nel 1430-1431 dagli Ufficiali di Torre, quando la zona si era fortemente caratterizzata per la presenza di un mercato e quindi in relazione alle attività che qui si svolgevano e alle merci che qui si vendevano. Recava alla sommità una statua in pietra serena di Donatello, raffigurante la Dovizia (con allusione ai prodotti della terra che si commercializzavano). Lo sviluppo del mercato portò la colonna ad essere inglobata in una delle botteghe dell'area, con la parte alta del fusto, il capitello e la statua sporgenti oltre il tetto del piccolo edificio. In occasione delle demolizioni che interessarono l'area del Mercato Vecchio, la colonna venne prima liberata, poi smontata, la statua (nel frattempo sostituita nel 1721 da Giovanni Battista Foggini) e il capitello ricoverati nel lapidario allestito presso il museo di San Marco. Solo nel 1956 la colonna fu rimontata posizionando alla sua sommità una copia della scultura del Foggini realizzata da Mario Moschi (oggi però se ne vede un'ulteriore copia in vetroresina, per scongiurare crolli della fragile pietra).

### Lapidi
Il 12 aprile 2023 sul palazzo del Trianon, presso l'angolo con via degli Speziali, è stata posta una lapide che ricorda tre vittime della polizia di Stato cadute in questa piazza durante il servizio.
| __________________ IL COMUNE DI FIRENZE E LA POLIZIA DI STATO IN RICORDO DI Giuseppe Cangiano Commissario di Pubblica Sicurezza Medaglia d'Argento al Valor Civile Luciano Luciani Maresciallo di Pubblica Sicurezza Luigi Spina Vice Brigadiere di Pubblica Sicurezza CADUTI NELL'ADEMPIMENTO DEL DOVERE FIRENZE 12 aprile 2023 |

Giuseppe Cangiano cadde il 29 agosto 1920, durante un comizio socialista a sostegno della Rivoluzione russa degenerato in scontri tra le forze dell'ordine e i manifestanti, assieme a due dimostranti. Luciano Luciani e Luigi Spina furono sommariamente giustiziati dai partigiani poco dopo la liberazione di Firenze, il 18 agosto 1944, in quanto rappresentanti della Repubblica Sociale Italiana.

## Le feste
Con la demolizione e ricostruzione della piazza si è persa la continuità nelle tradizioni relative alle feste in questa zona della città. Vi passava per esempio il Palio dei barberi, la cui tradizione non si è più rinnovata dall'Ottocento, mentre è attraversata dai due cortei del giorno di Pasqua che danno origine allo Scoppio del carro: il corteo con il Brindellone trainato dai buoi che giunge da vicino a Porta al Prato, e il corteo con il fuoco acceso solennemente nella chiesa dei Santi Apostoli.